# Lerzan K
Il Lerzan K è un traghetto misto passeggeri/merci appartenente alla compagnia turca G Marine Management.

## Caratteristiche
Prima di una classe di tre unità gemelle, la nave è stata varata nel settembre del 1974 dal cantiere navale Ankerløkken Verft di Florø (Norvegia) e completata nel gennaio dello stesso anno con il nome di Bayard per la compagnia norvegese Fred Olsen. Destinato esclusivamente al trasporto di rotabili, il traghetto non disponeva in origine di alcuna sistemazione passeggeri ed era in grado di accogliere esclusivamente 12 membri dell'equipaggio.
Nel 1981 la nave, insieme alle unità gemelle Bohemund e Balduin, venne sottoposta ad un intervento di allungamento presso Frederikshavn (Danimarca); la lunghezza fuori tutto passò da 139,91 m a 167,52 m e la capacità di carico divenne pari a 1.724 metri lineari. 

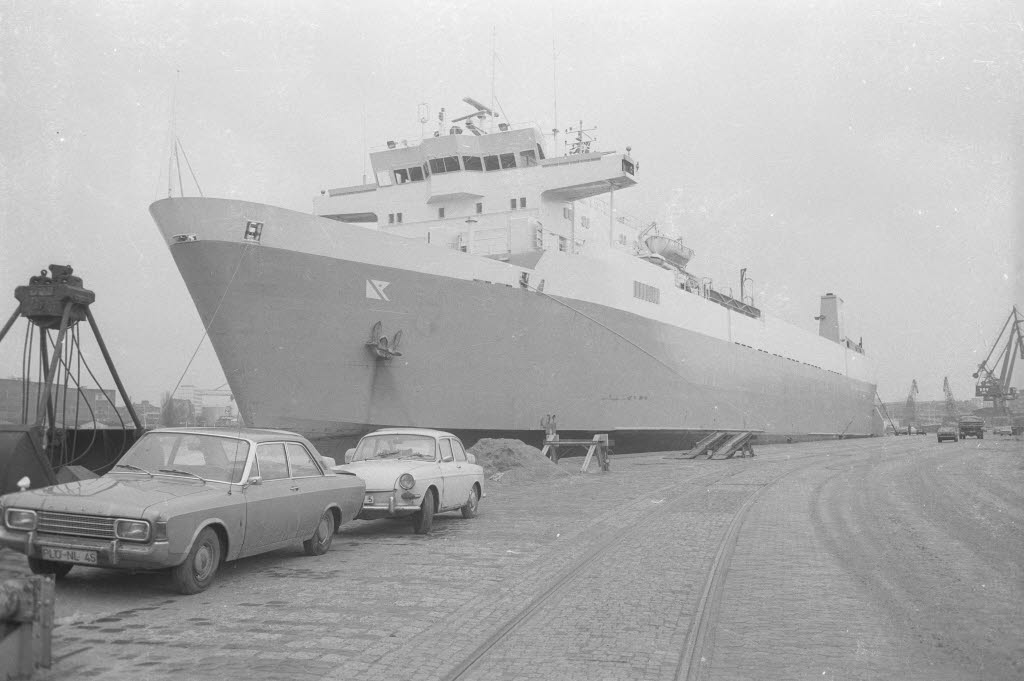
Il Bayard a Kiel nel 1975

Nel 1987 la nave, dopo l'acquisto da parte della compagnia italiana Lloyd Sardegna, fu nuovamente sottoposta ad importanti lavori che videro l'aggiunta di sistemazioni per 154 passeggeri; analogo intervento venne effettuato sulla gemella Bohemund anch'essa acquistata dalla compagnia sarda.
La propulsione è affidata ad una coppia di motori Pielstick 12PC2-2V-400 da 8.825 kW complessivi.

## Servizio
Il traghetto entrò in servizio per la compagnia norvegese Fred Olsen nel 1975 sui collegamenti dal continente alla Norvegia, venendo noleggiata alla compagnia svedese Tor Line per due periodi (nel 1978 e nuovamente tra il 1981 e il 1983).
Nel 1987 la nave venne acquistata dalla compagnia di navigazione italiana Lloyd Sardegna, che la ribattezzò Isola delle Stelle; dopo l'aggiunta di sistemazioni passeggeri venne immessa in servizio sui collegamenti da e per la Sardegna insieme alla gemella Isola delle Perle (ex Bohemund). Rimase in servizio nel Tirreno dopo l'acquisto della compagnia armatrice da parte della rivale Moby Lines, la quale rinominò nuovamente la nave in Luigi Pa.
Dopo l'acquisto del traghetto merci svedese Helena (ribattezzato Pietro Manunta) il Luigi Pa è stato venduto nel 2016 alla compagnia turca Hatay Roro e successivamente rinominato Habib Neccar. Nel 2019 il traghetto è stato acquistato dalla compagnia Cenk Roro e successivamente messo in servizio sulla rotta tra Haydarpaşa (Turchia) e Čornomors'k (Ucraina) con il nuovo nome di Cenk M.
Tra febbraio e settembre 2022 la nave è rimasta bloccata nel porto di Čornomors'k a causa dell'invasione russa dell'Ucraina. Nel successivo mese di ottobre 2022 la nave è stata venduta alla compagnia turca G Marine Management e rinominata Lerzan K.

## Navi gemelle
- Med Star (ex Bohemund, Isola delle Perle, Giuseppe Sa)
- Massimo M (ex Balduin, Tor Norvegia, Tor Neringa, Neringa)